# Blak
Henrik Blak, Künstlername Blak, ist ein dänischer Rapper und Songschreiber aus Nakskov.

## Biografie
Henrik Blak wuchs auf Lolland auf und entdeckte mit 13 Jahren die Musik für sich. Später war er vor allem als Songwriter für andere Musiker erfolgreich. Unter anderem arbeitete er mit Jimilian zusammen, mit dem er 2015 auch das Musikvideo Slem igen veröffentlichte, das über 4,5 Millionen YouTube-Aufrufe und insgesamt über neun Millionen Streaming-Abrufe bekam. Außerdem kam es auf Platz 8 der dänischen Singlecharts. Bereits 2012 war aus einer Laune heraus das Lied Nede Mette entstanden. Im April 2016 veröffentlichte er das Lied schließlich selbst. Es wurde sofort ein großer Erfolg, besonders bei den Streaminganbietern, wo es bis zu 300.000 Mal an einem Tag abgerufen wurde. Für insgesamt über 18 Millionen Abrufe wurde es mit Doppelplatin ausgezeichnet. In den Charts erreichte das Lied Platz 1 und hielt sich dort neun Wochen.

## Diskografie
Alben
- Sene nætter sydpå (2017)

Lieder
- Slem igen (Blak & Jimilian feat. Ceci Luca, 2015)
- Nede Mette (2016)
- Klip (Blak & Jimilian, 2016)
- Ik’ min skyld (2016)
- Banken (2017)